# フロンティア不動産投資法人
フロンティア不動産投資法人（フロンティアふどうさんとうしほうじん）は、東京都中央区に本部を置く投資法人。東証上場（J-REIT）。

## 概要
三井不動産がスポンサーの商業施設特化型REITである。資産運用会社は、三井不動産100%出資の「三井不動産フロンティアリートマネジメント」である。
2004年（平成16年）の設立当初はスポンサーが日本たばこ産業（JT）であり、JTの工場跡地等の遊休地に開発した商業施設をパイプラインとしていたが、まちづくり3法の改正の影響により大規模商業物件の開発が難しくなり、JTが保有する商業施設開発適地の枯渇する状況であったことから、2008年（平成20年）にスポンサーが三井不動産に変更となった。

## 沿革
- 2004年（平成16年）5月12日 - 本投資法人の成立（スポンサーは日本たばこ産業。資産運用会社は「フロンティア・リート・マネジメント」）。
- 2004年（平成16年）8月9日 - 東証に上場
- 2008年（平成20年）3月24日 - スポンサーが三井不動産に変更。資産運用会社は、株式を三井不動産が取得し、「三井不動産フロンティアリートマネジメント」に改称。

## ポートフォリオ
信用力の高いテナントとの長期固定賃料の賃貸借契約を中心とした商業施設を組み入れいている。保有物件数は37物件、取得価格合計は3,390億円である（2020年6月末時点）。
主な所有物件は以下の通り。（）内はテナント名。
- イオンモールナゴヤドーム前（イオンリテール）
- 三井ショッピングパークららぽーと新三郷（三井不動産）
- ゆめタウン広島（イズミ）
- 池袋グローブ（ユニクロ）
- 池袋スクエア（ラウンドワン）
- イオンスタイル品川シーサイド（イオンリテール）
- 三井アウトレットパーク入間（三井不動産）
- イオンモール茨木（イオンリテール）

売却済み
- 三井ショッピングパーク アルパーク（東棟）

2013年2月19日に三井不動産の子会社である株式会社アルパークから54億円で取得。三井不動産によるマスターリースだったが、競合激化によるマスターリース解消リスク等を要因に、2019年5月31日に簿価46.7億円に対して譲渡価格38億円で売却し約9億円の譲渡損失を計上した。なお、日本不動産研究所による鑑定評価額は、2018年12月時点で54.7億円だったが、2019年1月時点で34.7億円に20億円低下していた。